# جانکشن سیتی (لوئیزیانا)
جانکشن سیتی (به انگلیسی: Junction City) روستایی در ایالت لوئیزیانا ایالات متحده است که جمعیت آن در سرشماری سال ۲۰۱۰ میلادی بالغ بر ۵۸۲ نفر بوده‌است.